# 帕洛蒙泰
帕洛蒙泰（義大利語：Palomonte），是意大利萨莱诺省的一个市镇。总面积28平方公里，人口4137人，人口密度147.8人/平方公里（2009年）。ISTAT代码为065089。